# Genie Music Award
I Genie Music Award (지니 뮤직 어워드?, Jini myujik eo-wodeuLR) sono un premio musicale sudcoreano, organizzato annualmente da Genie Music insieme ai propri partner a partire dal 2018.

## Edizioni
| Edizione | Data            | Nome                          | Location                 | Città   | Lista dei vincitori | Note        |
| -------- | --------------- | ----------------------------- | ------------------------ | ------- | ------------------- | ----------- |
| 1ª       | 6 novembre 2018 | MBC X Genie Music Award (MGA) | Namdong Gymnasium        | Incheon | [ 2 ] [ 3 ]         | [ 1 ]       |
| 2ª       | 1 agosto 2019   | M2 X Genie Music Award (MGMA) | Olympic Gymnastics Arena | Seul    | [ 4 ] [ 5 ]         | [ 6 ]       |
| 3ª       | 3 dicembre 2020 | Genie Music Award             | online                   | online  | [ 7 ] [ 8 ]         | [ 7 ] [ 8 ] |
| 4ª       | 8 novembre 2022 | Genie Music Award             | Namdong Gymnasium        | Incheon | [ 9 ]               | [ 9 ]       |

## Gran premi

### Artista dell'anno/Miglior artista
- 2018 – BTS
- 2019 – BTS
- 2020 – Lim Young-woong
- 2022 – NCT Dream

### Canzone dell'anno/Miglior musica
- 2018 – Wanna One per "Beautiful"
- 2019 – Paul Kim per "Me After You"
- 2020 – Zico per "Any Song"
- 2022 – Lim Young-woong per "Our Blues, Our Life"

### Artista più venduto
- 2018 – Twice
- 2019 – Twice

### Miglior video M2
- 2019 – BTS

### Album digitale dell'anno/Album dell'anno
- 2018 – BTS per Love Yourself: Answer
- 2020 – BTS per Map of the Soul: 7
- 2022 – NCT Dream per Glitch Mode

## Premi agli artisti per categoria

### Miglior gruppo
- 2018 – BTS, Twice
- 2019 – BTS, Twice
- 2022 – BTS, (G)I-dle

### Miglior solista
- 2018 – Jung Seung-hwan, Chungha
- 2019 – Paul Kim, Chungha
- 2022 – Lim Young-woong, Taeyeon

### Miglior nuovo artista
- 2018 – Stray Kids, (G)I-dle
- 2019 – TXT, Itzy
- 2022 – Tempest, Ive

### Scoperta dell'anno
- 2018 – Celeb Five

## Premi alle canzoni per genere

### Miglior traccia dance/Miglior artista dello spettacolo
- 2018 – BTS per "Idol", Momoland per "Bboom Bboom"
- 2019 – BTS per "Boy with Luv", Iz One per "Violeta"
- 2020 – BTS per "Dynamite"
- 2022 – The Boyz per "Whisper", Red Velvet per "Feel My Rhythm"

### Miglior traccia vocale/Miglior artista vocale/Miglior ballad
- 2018 – Wanna One per "Beautiful", Heize per "Jenga"
- 2019 – Mamamoo per "Gogobebe"
- 2020 – MC the Max per "Like the First Time"

### Miglior musica rap/hip hop
- 2018 – Ikon per "Love Scenario"
- 2020 – Zico per "Any Song"

### Miglior musica di una band/Miglior band
- 2018 – Day6 per "Shoot Me"
- 2019 – Day6 per "Time of Our Life"

### Miglior colonna sonora
- 2018 – Paul Kim per "Every Day, Every Moment" (Kiss meonjeo halkka-yo?)
- 2020 – Jo Jung-suk per "Aloha" (Hospital Playlist)

### Miglior traccia R&B/soul
- 2020 – Lee Hi per "Hello"

### Miglior traccia trot
- 2020 – Lim Young-woong per "Trust in Me"

### Miglior video musicale
- 2022 – Red Velvet per "Feel My Rhythm"

### Miglior registrazione
- 2022 – (G)I-dle per "Tomboy"

### Miglior artista rock
- 2022 – Jaurim

### Miglior artista pop
- 2022 – Peder Elias

### Miglior artista hip hop
- 2022 – Be'O

## Premi speciali

### Premio stella MBC Plus/M2 Hot Star
- 2018 – Wanna One
- 2019 – Pentagon, Cosmic Girls

### Stella della prossima generazione/Premio prossima generazione
- 2019 – AB6IX, Kim Jae-hwan
- 2022 – DKZ, Psychic Fever

### Premio popolarità di Genie Music
- 2018 – BTS
- 2019 – BTS
- 2022 – Lim Young-woong

### Miglior esibizione globale
- 2018 – Twice

### Premio popolarità globale
- 2018 – BTS
- 2019 – BTS
- 2022 – BTS

### Artista più popolare M2
- 2019 – Iz One

### Icona della prossima onda
- 2022 – TNX, Lightsum

## Altri premi

### Miglior produttore
- 2018 – Bang Si-hyuk

### Miglior artista pop
- 2018 – Charlie Puth

### Miglior coreografia
- 2018 – Son Sung-deuk per "Idol" dei BTS

### Miglior fandom
- 2018 – ARMY (BTS)

### Miglior stile
- 2018 – BTS
- 2022 – Ive

### Premio innovatore
- 2019 – Yoon Jong-shin

### Premio creatore di esibizioni
- 2019 – Lia Kim